# Copa Melanesia 1992
La Copa Melanesia 1992 fue la cuarta edición del torneo que englobaba a los equipos de dicha región geográfica de Oceanía. Se disputó en Vanuatu entre el 23 y el 30 de julio.
Este torneo fue el segundo en contar con cuarto participantes — y no cinco como sucedía generalmente— por la ausencia de Papúa Nueva Guinea, que tampoco jugó la edición 1988. Fiyi obtuvo su tercer título.

## Clasificación
| Equipo          | Pts | PJ | PG | PE | PP | GF | GC | Dif |
| --------------- | --- | -- | -- | -- | -- | -- | -- | --- |
| Fiyi            | 7   | 3  | 2  | 1  | 0  | 6  | 3  | 3   |
| Nueva Caledonia | 7   | 3  | 2  | 1  | 0  | 4  | 2  | 2   |
| Islas Salomón   | 3   | 3  | 1  | 0  | 2  | 4  | 4  | 0   |
| Vanuatu         | 0   | 3  | 0  | 0  | 3  | 1  | 6  | -5  |

## Resultados
| 25 de julio de 1992 | Vanuatu | 0:1 (0:0) | Nueva Caledonia | Korman Stadium, Port Vila  |                            |
|                     |         |           | Aussu 88'       | Árbitro(s): Shaasheen Khan | Árbitro(s): Shaasheen Khan |

| 25 de julio de 1992 | Fiyi                      | 2:1 (2:1) | Islas Salomón | Korman Stadium, Port Vila |                           |
|                     | Nawalu 36' · Masilagi 45' |           | Natei 10'     | Árbitro(s): Jurgen Baldes | Árbitro(s): Jurgen Baldes |

| 27 de julio de 1992 | Vanuatu    | 1:3 (1:2) | Islas Salomón                    | Korman Stadium, Port Vila  |                            |
|                     | Carlot 44' |           | Tome 16' · Natei 41' · Toatu 74' | Árbitro(s): Shaasheen Khan | Árbitro(s): Shaasheen Khan |

| 28 de julio de 1992 | Fiyi                            | 2:2 (1:1) | Nueva Caledonia            | Korman Stadium, Port Vila     |                               |
|                     | Watkins 18' · Madigi 66' (pen.) |           | Aussu 38' · Tchaunyane 63' | Árbitro(s): Kaltaktek Kalogis | Árbitro(s): Kaltaktek Kalogis |

| 30 de julio de 1992 | Nueva Caledonia | 1:0 (1:0) | Islas Salomón | Korman Stadium, Port Vila     |                               |
|                     | Tchauyane       |           |               | Árbitro(s): Kaltaktek Kalogis | Árbitro(s): Kaltaktek Kalogis |

| 30 de julio de 1992 | Vanuatu | 0:2 (0:2) | Fiyi                 | Korman Stadium, Port Vila |                           |
|                     |         |           | Nawalu 7' · Bula 21' | Árbitro(s): Jurgen Baldes | Árbitro(s): Jurgen Baldes |

| Bandera de Fiyi |
| Campeón Fiyi    |
| Tercer título   |